# Ka-Ching!
Ka-Ching! è un brano musicale interpretato dalla cantante canadese Shania Twain, scritto dalla stessa in collaborazione con Robert John "Mutt" Lange. È il secondo singolo tratto dal suo quarto album Up! ad essere pubblicato per il mercato europeo e centroamericano dopo "I'm Gonna Getcha Good!". "Ka-Ching!" ha avuto ottimi riscontri in Europa, arrivando alla seconda posizione della European Hot 100 Singles Chart. Come tutti i brani tratti da Up! anche per Ka-Ching! esistono tre versioni diverse, una rossa pop, una blu in stile Bollywood e una verde country. Il brano parla del consumismo in America negli anni Novanta e primi anni Duemila.

## Il brano
La canzone, scritta da Robert Lange e Shania Twain, è tratta dell'avidità che pervade il mondo moderno. L'inizio del brano ricorda la canzone dei Pink Floyd "Money". Accompagnata dal suono di una cassa da supermarket, la cui onomatopea è il titolo del brano, Shania Twain spiega come negli Stati Uniti ai bambini si insegni a guadagnare tanti soldi per poi spenderli ("we live in a greedy, little world/that teaches every little boy and girl/to earn as much as they can possibly/then turn around and spend it foolishly") e che gli adulti non sono consumatori intelligenti ("we've created us a credit card mess.") La frequenza dei centri commerciali è diventato il nuovo culto ("Our religion is to go and blow it all/so it's shoppin' every Sunday at the mall.") Nel ritornello, la cantante professa la gioia delle persone nell'acquistare oggetti materiali ("Can you hear it ring/it makes you wanna sing/it's such a beautiful thing -- Ka-ching!").
Nella seconda strofa si parla di come un acquirente sconsiderato non badi più al denaro, mettendo a repentaglio la propria casa: "when you're broke go and get a loan/take out another mortgage on your home/consolidate so you can afford/to go and spend some more when you get bored." Nel bridge del brano tenta il consumista dicendogli di mettere mano al portafogli: "Dig deeper in your pocket/Oh yeah/Come on, I know you've got it."

## Recensioni
La canzone ricevette buone recensioni. S. Renee Dechert di PopMatters scrisse che il brano "si nota per essere diverso dagli altri pezzi [dell'album]". Jennifer Nine di Yahoo! Music commentò che "musicalmente, quegli archi in stile Timbaland e il ritornello sono le parti migliori dell'album". Jake Taylor di Sputnikmusic scrisse che il brano "è uno dei momenti trionfali dell'album." Robert Christgau scrisse che si trattava di uno dei brani migliori di Up!. "Traveling to the Heart" scrisse: "Con questa perla, la Twain dimostra che è in grado di scrivere canzoni con sostanza. A differenza dei suoi precedenti successi, 'Ka-Ching!' va contro corrente. La pop music parla di glamour, strizza l'occhio all'alta moda e alla bella vita. Invece, la Twain vede quanto questo sia privo di sostanza e per una volta canta di qualcosa di diverso".

## Successo
"Ka-Ching!" riscosse particolare successo in Europa. Nel Regno Unito divenne il settimo singolo di Shania Twain ad entrare nella top 10, e il sesto consecutivo. Debuttò nel marzo 2003 alla posizione numero otto. "Ka-Ching!" entrò nelle top 10 di sette Paesi: Austria, Germania, Regno Unito, Romania, Svizzera, Ungheria e Portogallo (dove raggiunse la vetta). Divenne il singolo di Shania Twain con il più alto posizionamento in classifica in Germania, Austria, Svizzera e in Ungheria dove rimase ben 62 settimane nella top 40.
In Italia invece "Ka-Ching!" non ha avuto successo, a differenza del precedente singolo "I'm Gonna Getcha Good!", arrivando soltanto alla posizione numero 44.

## Classifiche internazionali
| Classifica        | Posizione massima |
| ----------------- | ----------------- |
| Austria           | 2                 |
| Belgio (Vallonia) | 31                |
| Europa            | 2                 |
| Francia           | 15                |
| Germania          | 3                 |
| Irlanda           | 27                |
| Italia            | 38                |
| Norvegia          | 15                |
| Paesi Bassi       | 15                |
| Polonia           | 3                 |
| Portogallo        | 1                 |
| Regno Unito       | 8                 |
| Romania           | 2                 |
| Svezia            | 17                |
| Svizzera          | 2                 |
| Ungheria          | 2                 |